# Enric Ortuño Aráez
Enric Ortuño Aráez (Elx, 1938—Badalona, 7 de maig de 2010) fou un artista valencià establert a Catalunya i, durant 20 anys, a la ciutat italiana de Florència. Dedicat essencialment a la pintura, fou pròxim als corrents cubistes i surrealistes.
Es dedicà a la pintura des dels quinze anys, format a la Llotja de Barcelona. Un any més tard marxà a Caracas i a partir dels 17 anys s'establí a Florència. Proper al cubisme i al surrealisme, fou un gran admirador de Pablo Picasso, que l'ajudà a continuar amb la seva carrera artística. Reconegut a nivell internacional, les seva extensa obra inclou escultures i escenografies, però destacà especialment en l'àmbit de la pintura, tant de cavallet com mural o altres obres de gran format. Realitzà exposicions a París, on va gaudir de la companyia i estudi de Picasso, Zúric i Ginebra. També disposà de col·leccions privades a Amèrica del Sud.
Va viure prop de 20 anys a Florència, amb exposicions continuades i ininterrompudes a tot arreu del territori italià, coneixent l'evolució artística italiana i els seus artistes més representatius. Amb tot, sempre mantingué vincles amb Barcelona i Badalona, on, el 1988 va realitzar una escultura dedicada a les víctimes del nazisme i dels camps d'extermini, que s'instal·là al parc de Nova Lloreda. El 2003, quan tornà a Catalunya, el Museu de Badalona li va dedicar una exposició anomenada Ortuño per la pau i el 2019 l'hi ha dedicat una altra Enric Ortuño, obra pictòrica. Fou membre del Rotary Club, amb el qual va col·laborar en diverses activitats culturals.
Morí a Badalona el 7 de maig de 2010. Els darrers anys havia viscut a Alella, on fou enterrat.